# Muros
Muros (sardinski: Mùros) je grad i općina (comune) u pokrajini Sassariju u regiji Sardiniji, Italija. Nalazi se na nadmorskoj visini od 305 metara i ima 852 stanovnika.
 Prostire se na 11,23 km². Gustoća naseljenosti je 76 st/km².
Susjedne općine su: Cargeghe, Osilo, Ossi i Sassari.